# 周産期母子医療センター
周産期母子医療センター（しゅうさんきぼしいりようセンター、英：Perinatal Medical Center）は周産期（出産前後の時期という意味）に係わる高度な医療を対象とした医療施設で、産科と新生児科の両方が組み合わされた施設。施設の状況により「総合周産期母子医療センター」「地域周産期母子医療センター」に別けられて認定されている。三次救急医療機関の一つである。

## 概要
周産期を対象とする医療センターは、都市部の大学病院などにはあったが、経営難などから満床が多く、地方では、施設が無い地域もあり、1996年（平成8年）に国が支援する事業となった。

## 医療圏
周産期センターは、通常受診している患者だけでなく、指定地域の産婦人科から新生児集中治療室（NICU）での処置が必要と判断された場合（ハイリスクを伴う出産時）や母体に危険がある場合に速やかに受け入れる。また、治療中の新生児を転院搬送する場合は、「ドクターカー」を使用し搬送する。

## 主な治療体制
総合周産期母子医療センターには以下の治療体制が整えられている。
MFICU（母体胎児集中治療室)妊婦の集中治療室
NICU（新生児集中治療室）未熟児・新生児を対象とした集中治療室
GCU（新生児回復期治療室）NICU から退出した児や輸液・酸素投与等の処置、心拍呼吸監視装置の使用を要する新生児を対象とした治療室

## 総合と地域
周産期センターは、特殊な設備の規模によって、2つに分けられている。

### 総合周産期母子医療センター
MFICUを6床以上、NICUを9床以上を有すなど相当規模の母体・胎児集中治療管理室を含む産科病棟、及び新生児集中治療管理室を含む新生児病棟を備え、常時の母体及び新生児搬送受入体制を有して、合併症妊娠、重症妊娠中毒症、切迫早産、胎児異常等母体、又は児におけるリスクの高い妊娠に対する医療、及び高度な新生児医療等の周産期医療を行える医療施設。
合併症妊娠、胎児・新生児異常等母体又は児にリスクの高い妊娠に対する医療、高度な新生児医療等を行うことができるとともに、必要に応じて当該施設の関係診療科又は他の施設と連携し、産科合併症以外の合併症を有する母体に対応することと、周産期医療体制の中核として地域周産期医療関連施設等との連携を図ることを目標とする。

### 地域周産期母子医療センター
総合周産期母子医療センターに近い設備や医療体制を持っている施設が「地域」と呼ばれ、総合周産期母子医療センターを補助する施設である。
周産期に係る比較的高度な医療行為を実施することと、24時間体制での周産期救急医療（緊急帝王切開術、その他の緊急手術を含む。）に対応することを目標とする。

## 周産期母子医療センターの一覧
- 太字は総合周産期母子医療センター
- 2024年5月現在

### 北海道
- 釧路赤十字病院
- 市立札幌病院
- 函館中央病院
- 帯広厚生病院
- 市立函館病院
- 北海道立江差病院
- 八雲総合病院
- 天使病院
- 地域医療機能推進機構北海道病院
- NTT東日本札幌病院
- 手稲渓仁会病院
- 北海道社会事業協会小樽病院
- 岩見沢市立総合病院
- 滝川市立病院
- 砂川市立病院
- 深川市立病院
- 日鋼記念病院
- 王子総合病院
- 苫小牧市立病院
- 旭川赤十字病院
- 名寄市立総合病院
- 北海道社会事業協会富良野病院
- 留萌市立病院
- 市立稚内病院
- 網走厚生病院
- 遠軽厚生病院
- 広域紋別病院
- 北海道社会事業協会帯広病院
- 市立釧路総合病院
- 北海道大学病院
- 札幌医科大学附属病院
- 旭川厚生病院
- 旭川医科大学病院
- 北見赤十字病院
- 浦河赤十字病院
- 町立中標津病院

### 青森県
- 青森県立中央病院
- 国立病院機構弘前総合医療センター
- 八戸市立市民病院
- むつ総合病院
- 弘前大学医学部附属病院 - 2015年（平成27年）9月30日認定[3]。

### 岩手県
- 岩手医科大学附属病院
- 岩手県立中央病院
- 岩手県立大船渡病院
- 岩手県立宮古病院
- 岩手県立久慈病院
- 岩手県立中部病院
- 北上済生会病院
- 岩手県立磐井病院
- 岩手県立二戸病院
- 盛岡赤十字病院

### 宮城県
- 仙台赤十字病院（周産期医療三次医療施設）
- 東北大学病院（周産期医療三次医療施設）
- 宮城県立こども病院（周産期医療三次医療施設）
- 東北公済病院
- 仙台市立病院
- 国立病院機構仙台医療センター
- 気仙沼市立病院
- 大崎市民病院
- 石巻赤十字病院

### 秋田県
- 秋田赤十字病院
- 平鹿総合病院
- 大館市立総合病院
- 秋田大学医学部附属病院

### 山形県
- 山形県立中央病院
- 山形大学医学部附属病院
- 山形済生病院
- 鶴岡市立荘内病院

### 福島県
- 福島県立医科大学附属病院
- 大原綜合病院
- 太田西ノ内病院
- 竹田綜合病院
- いわき市立総合磐城共立病院

### 茨城県
- 土浦協同病院
- 筑波大学附属病院
- 水戸済生会総合病院
- 茨城県立こども病院
- 株式会社日立製作所日立総合病院
- 水戸赤十字病院
- JAとりで総合医療センター
- 茨城西南医療センター病院

### 栃木県
- 自治医科大学附属病院
- 獨協医科大学病院
- 栃木県済生会宇都宮病院
- 那須赤十字病院
- 芳賀赤十字病院
- 足利赤十字病院
- 佐野厚生総合病院
- 国際医療福祉大学病院

### 群馬県
- 群馬県立小児医療センター
- 群馬大学医学部附属病院
- 桐生厚生総合病院
- 地域医療機能推進機構群馬中央総合病院
- 公立藤岡総合病院
- SUBARU健康保険組合太田記念病院
- 前橋赤十字病院
- 国立病院機構高崎総合医療センター

### 埼玉県
- 埼玉医科大学総合医療センター
- さいたま赤十字病院・埼玉県立小児医療センター
- 川口市立医療センター
- 深谷赤十字病院
- 埼玉医科大学病院
- 国立病院機構西埼玉中央病院
- さいたま市立病院
- 埼玉県済生会川口総合病院
- 自治医科大学附属さいたま医療センター
- 獨協医科大学埼玉医療センター
- 春日部市立医療センター

### 千葉県
- 亀田総合病院
- 東京女子医科大学八千代医療センター
- 千葉大学医学部附属病院 - 2017年1月より指定[広報 1]
- 総合病院国保旭中央病院
- 地域医療機能推進機構船橋中央病院
- 君津中央病院
- 東邦大学医療センター佐倉病院
- 順天堂大学医学部附属浦安病院
- 千葉市立海浜病院
- 成田赤十字病院
- 千葉県こども病院
- 松戸市立病院

### 東京都
- 東京都立墨東病院（母体救命対応総合周産期母子医療センター）
- 国立成育医療研究センター
- 愛育病院
- 東京女子医科大学病院
- 東邦大学医療センター大森病院
- 帝京大学医学部附属病院
- 杏林大学医学部付属病院（母体救命対応総合周産期母子医療センター）
- 日本赤十字社医療センター（母体救命対応総合周産期母子医療センター）
- 日本大学医学部附属板橋病院（母体救命対応総合周産期母子医療センター）
- 昭和大学病院（母体救命対応総合周産期母子医療センター）
- 東京都立大塚病院
- 東京都立多摩総合医療センター・東京都立小児総合医療センター（母体救命対応総合周産期母子医療センター）
- 東京大学医学部附属病院
- 聖路加国際病院
- 東京慈恵会医科大学附属病院
- 東京医科大学病院
- 慶應義塾大学病院
- 昭和大学江東豊洲病院
- 順天堂大学医学部附属順天堂医院
- 賛育会病院
- 東京女子医科大学附属足立医療センター
- 東京かつしか赤十字母子医療センター
- 武蔵野赤十字病院
- 町田市民病院
- 国立国際医療研究センター病院
- 公立昭和病院
- 東京医科歯科大学医学部附属病院
- 立川病院
- 順天堂大学医学部附属練馬病院

### 神奈川県
- 神奈川県立こども医療センター
- 北里大学病院
- 東海大学医学部付属病院
- 横浜市立大学附属市民総合医療センター
- 聖マリアンナ医科大学病院
- 聖マリアンナ医科大学横浜市西部病院
- 国家公務員共済病院連合会横須賀共済病院
- 小田原市立病院
- 日本医科大学武蔵小杉病院
- 横浜労災病院
- 藤沢市民病院
- 横浜市立大学附属病院
- 昭和大学横浜市北部病院
- 地域医療機能推進機構相模野病院
- 横浜市立市民病院
- 済生会横浜市東部病院
- 川崎市立川崎病院
- 国立病院機構横浜医療センター
- 茅ヶ崎市立病院
- 横浜市立みなと赤十字病院
- 横須賀市立うわまち病院

### 山梨県
- 山梨県立中央病院
- 山梨大学医学部附属病院
- 国立病院機構甲府病院
- 市立甲府病院
- 国民健康保険富士吉田市立病院
- 山梨赤十字病院

### 長野県
- 長野県立こども病院
- 飯田市立病院
- 伊那中央病院
- 信州大学医学部附属病院
- 国立病院機構信州上田医療センター
- 長野赤十字病院
- 佐久医療センター
- 北信総合病院
- 諏訪赤十字病院
- 篠ノ井総合病院

### 静岡県
- 聖隷浜松病院
- 順天堂大学医学部附属静岡病院
- 静岡県立こども病院
- 沼津市立病院
- 富士市立中央病院
- 静岡済生会総合病院
- 静岡市立静岡病院
- 焼津市立総合病院
- 藤枝市立総合病院
- 磐田市立総合病院
- 浜松医科大学医学部附属病院
- 浜松医療センター
- 聖隷三方原病院

### 新潟県
- 長岡赤十字病院
- 新潟市民病院
- 新潟大学医歯学総合病院
- 新潟県立新発田病院
- 済生会新潟第二病院
- 厚生連長岡中央綜合病院
- 新潟県立中央病院

### 富山県
- 富山県立中央病院
- 黒部市民病院
- 富山市立富山市民病院
- 厚生連高岡病院
- 市立砺波総合病院
- 富山大学附属病院

### 石川県
- 石川県立中央病院
- 金沢大学附属病院
- 国立病院機構金沢医療センター
- 金沢医科大学病院

### 福井県
- 福井県立病院
- 福井大学医学部附属病院
- 福井愛育病院
- 福井県済生会病院
- 福井赤十字病院
- 市立敦賀病院
- 杉田玄白記念公立小浜病院

### 岐阜県
- 岐阜県総合医療センター
- 国立病院機構長良医療センター
- 大垣市民病院
- 岐阜県立多治見病院
- 高山赤十字病院

### 愛知県
- 名古屋第一赤十字病院
- 名古屋市立大学病院
- 名古屋第二赤十字病院
- 名古屋大学医学部附属病院
- 安城更生病院
- 豊橋市民病院
- 名古屋市立西部医療センター
- 聖霊病院
- 海南病院
- 公立陶生病院
- 藤田医科大学病院
- 愛知医科大学病院
- 一宮市立市民病院
- 小牧市民病院
- トヨタ記念病院
- 岡崎市民病院
- 知多半島総合医療センター（旧半田市立半田病院）
- 江南厚生病院

### 三重県
- 国立病院機構三重中央医療センター
- 市立四日市病院
- 三重大学医学部附属病院
- 伊勢赤十字病院
- 三重県立総合医療センター
- 桑名市総合医療センター

### 滋賀県
- 大津赤十字病院
- 滋賀医科大学医学部附属病院
- 近江八幡市立総合医療センター
- 長浜赤十字病院

### 京都府
- 京都第一赤十字病院
- 京都大学医学部附属病院
- 京都府立医科大学附属病院※2021年8月に総合周産期母子医療センター指定
- 京都府立医科大学附属北部医療センター
- 国立病院機構舞鶴医療センター
- 舞鶴共済病院
- 市立福知山市民病院
- 綾部市立病院
- 京都中部総合医療センター
- 京都大学医学部附属病院
- 国立病院機構京都医療センター
- 京都市立病院
- 京都第二赤十字病院
- 京都桂病院
- 総合病院日本バプテスト病院
- 三菱京都病院
- 済生会京都府病院
- 宇治徳洲会病院
- 田辺中央病院
- 京都山城総合医療センター

### 大阪府
- 大阪母子医療センター
- 高槻病院
- 愛染橋病院
- 関西医科大学附属枚方病院
- 大阪大学医学部附属病院
- 大阪市立総合医療センター
- 大阪府済生会吹田病院
- 市立豊中病院
- 東大阪市立総合病院
- 千船病院
- 阪南中央病院
- ベルランド総合病院
- りんくう総合医療センター
- 大阪赤十字病院
- 淀川キリスト教病院
- 近畿大学医学部附属病院
- 大阪医科大学附属病院
- 八尾市立病院
- 国立循環器病研究センター
- 北野病院
- 泉大津市立病院
- 大阪府立急性期・総合医療センター
- 大阪市立大学医学部附属病院

### 兵庫県
- 兵庫県立こども病院
- 神戸市立医療センター中央市民病院
- 神戸大学医学部附属病院
- 兵庫医科大学病院
- 姫路赤十字病院
- 兵庫県立尼崎総合医療センター
- 済生会兵庫県病院
- 兵庫県立西宮病院
- 加古川中央市民病院
- 公立豊岡病院
- 兵庫県立淡路医療センター

### 奈良県
- 奈良県立医科大学附属病院
- 奈良県総合医療センター

### 和歌山県
- 和歌山県立医科大学附属病院
- 紀南病院
- 日本赤十字社和歌山医療センター

### 鳥取県
- 鳥取大学医学部附属病院
- 鳥取県立中央病院

### 島根県
- 島根県立中央病院
- 松江赤十字病院
- 益田赤十字病院
- 島根大学医学部附属病院

### 岡山県
- 倉敷中央病院
- 国立病院機構岡山医療センター
- 岡山大学病院
- 岡山赤十字病院
- 川崎医科大学附属病院
- 津山中央病院

### 広島県
- 県立広島病院
- 広島市立広島市民病院
- 広島大学病院
- 土谷総合病院
- 国立病院機構呉医療センター
- 中国労災病院
- 国立病院機構東広島医療センター
- 尾道総合病院
- 国立病院機構福山医療センター
- 市立三次中央病院

### 山口県
- 山口県立総合医療センター
- 山口大学医学部附属病院
- 国立病院機構岩国医療センター
- 地域医療機能推進機構徳山中央病院
- 山口赤十字病院
- 山口県済生会下関総合病院

### 徳島県
- 徳島大学病院
- 徳島市民病院
- 徳島赤十字病院
- 徳島県立中央病院

### 香川県
- 国立病院機構四国こどもとおとなの医療センター
- 香川大学医学部附属病院
- 高松赤十字病院

### 愛媛県
- 愛媛県立中央病院
- 愛媛大学医学部附属病院
- 松山赤十字病院
- 市立宇和島病院
- 愛媛県立今治病院
- 愛媛県立新居浜病院

### 高知県
- 高知医療センター

### 福岡県
- 福岡大学病院
- 久留米大学病院
- 聖マリア病院
- 北九州市立医療センター
- 九州大学病院
- 産業医科大学病院
- 飯塚病院
- 国立病院機構九州医療センター
- 福岡徳洲会病院
- 地域医療機能推進機構九州病院（旧九州厚生年金病院）
- 国立病院機構小倉医療センター
- 福岡市立こども病院

### 佐賀県
- 国立病院機構佐賀病院
- 佐賀大学医学部附属病院
- 佐賀県医療センター好生館

### 長崎県
- 国立病院機構長崎医療センター
- 長崎みなとメディカルセンター市民病院
- 佐世保市立総合病院
- 長崎大学病院

### 熊本県
- 熊本市立熊本市民病院
- 熊本大学医学部附属病院
- 福田病院
- 熊本赤十字病院

### 大分県
- 大分県立病院
- 大分市医師会立アルメイダ病院
- 国立病院機構別府医療センター
- 中津市立中津市民病院

### 宮崎県
- 宮崎大学医学部附属病院
- 県立宮崎病院
- 宮崎市郡医師会病院
- 古賀総合病院
- 国立病院機構都城医療センター
- 県立日南病院
- 県立延岡病院

### 鹿児島県
- 鹿児島市立病院
- 今給黎総合病院
- 済生会川内病院
- 県民健康プラザ鹿屋医療センター
- 県立大島病院
- 鹿児島大学医学部・歯学部附属病院

### 沖縄県
- 沖縄県立中部病院
- 沖縄県立南部医療センター・こども医療センター
- 那覇市立病院
- 沖縄赤十字病院
- 琉球大学病院
- 沖縄県立宮古病院
- 沖縄県立八重山病院
- 沖縄県立北部病院

#### 広報資料・プレスリリースなど一次資料
1. ↑  http://www.ho.chiba-u.ac.jp/dl/news/info/info2017_02.pdf